# Hydraena billi
Hydraena billi är en skalbaggsart som beskrevs av Peter Zwick 1977. Hydraena billi ingår i släktet Hydraena och familjen vattenbrynsbaggar. Inga underarter finns listade i Catalogue of Life.